# Římskokatolická farnost Těšetice u Olomouce
Římskokatolická farnost Těšetice u Olomouce je územní společenství římských katolíků s farním kostelem svatého Petra a Pavla v děkanátu Olomouc.

## Historie farnosti
První písemná zmínka o kostele sv. Petra a Pavla pochází z podacího listu hradišťského opata Budiše z roku 1282. Kostel vyhořel během velkého těšetického požáru roku 1668, k jeho přestavbě a vysvěcení došlo až v roce 1750. Jelikož se stavba nacházela na uměle nasypaném návrší a stavbou nového presbytáře se narušila statika, hrozilo zhroucení kostela. Po zajištění kostela za faráře Roberta Chmela byla přistavěna zákristie. Kostel je elektrifikován od roku 1891.
V rámci poslední generální opravy na přelomu tisíciletí byly odlity tři zvony: Panna Maria (553 kg), Svatý Josef (343 kg) a Petr a Pavel. Celkové náklady posledních oprav kostela v roce 2001 dosáhly 4 500 000 Kč, financování zabezpečil P. ThDr. Studený za přispění zahraničních darů.

## Duchovní správci
Od ledna 2017 je farářem R. D. Mgr. Mirosław Łukasiewicz.

## Bohoslužby
| Kostel                | Místo    | Bohoslužba (den)                 | Hodina                         | Poznámka     |
| --------------------- | -------- | -------------------------------- | ------------------------------ | ------------ |
| svatého Petra a Pavla | Těšetice | neděle úterý středa pátek sobota | 8.00 17.30 (zima)/18.30 (léto) | farní kostel |

## Aktivity farnosti
Ve farnosti se koná každoročně farní den. Od roku 2000 se farnost zapojila do akce tříkrálová sbírka, v roce 2017 se při ní vybralo 48 014 korun.